# 有楽町駅
有楽町駅（ゆうらくちょうえき）は、東京都千代田区有楽町にある、東日本旅客鉄道（JR東日本）・東京地下鉄（東京メトロ）の駅である。

## 乗り入れ路線
JR東日本の各線（後述）と、東京メトロ有楽町線が乗り入れている。
- JR東日本：各線（後述）
- 東京メトロ： 有楽町線 - 駅番号はY 18。

JR東日本の駅に乗り入れている路線は、線路名称上は東海道本線であるが、運行系統上は京浜東北線および山手線の電車が停車し、東海道線列車は停車せず、旅客案内では「東海道（本）線」は使用されていない。かつ、昼間時は京浜東北線の電車は停車せず、山手線の電車のみ停車する。また、当駅はJR東日本の特定都区市内制度における「東京都区内」および「東京山手線内」に属する。日本国有鉄道（国鉄）が運営していた1954年（昭和29年）から1956年（昭和31年）までは常磐線からの列車が朝夕の通勤時間帯に当駅まで乗り入れたことがある。
- 京浜東北線：電車線を走行する東海道本線・東北本線の近距離電車。横浜駅から根岸線への直通運転も実施している。 - 駅番号はJK 25。
- 山手線：電車線を走行する環状路線 - 駅番号はJY 30。

東京メトロ有楽町線は、池袋駅方面の電車において東武東上線および西武池袋線と直通運転を実施している。
また、日比谷駅とは改札内連絡ではないものの、地下通路で連絡しており、東京メトロ日比谷線、千代田線、東京都交通局地下鉄三田線との乗り換え駅になっている。
JR線からは有楽町線と日比谷線のみ乗り換え案内している。

## 歴史
1950年（昭和25年）当時は当駅ホームの駅名標は「いうらくちやう」と「ゆうらくちよう」の2種類が存在した。

### JR東日本

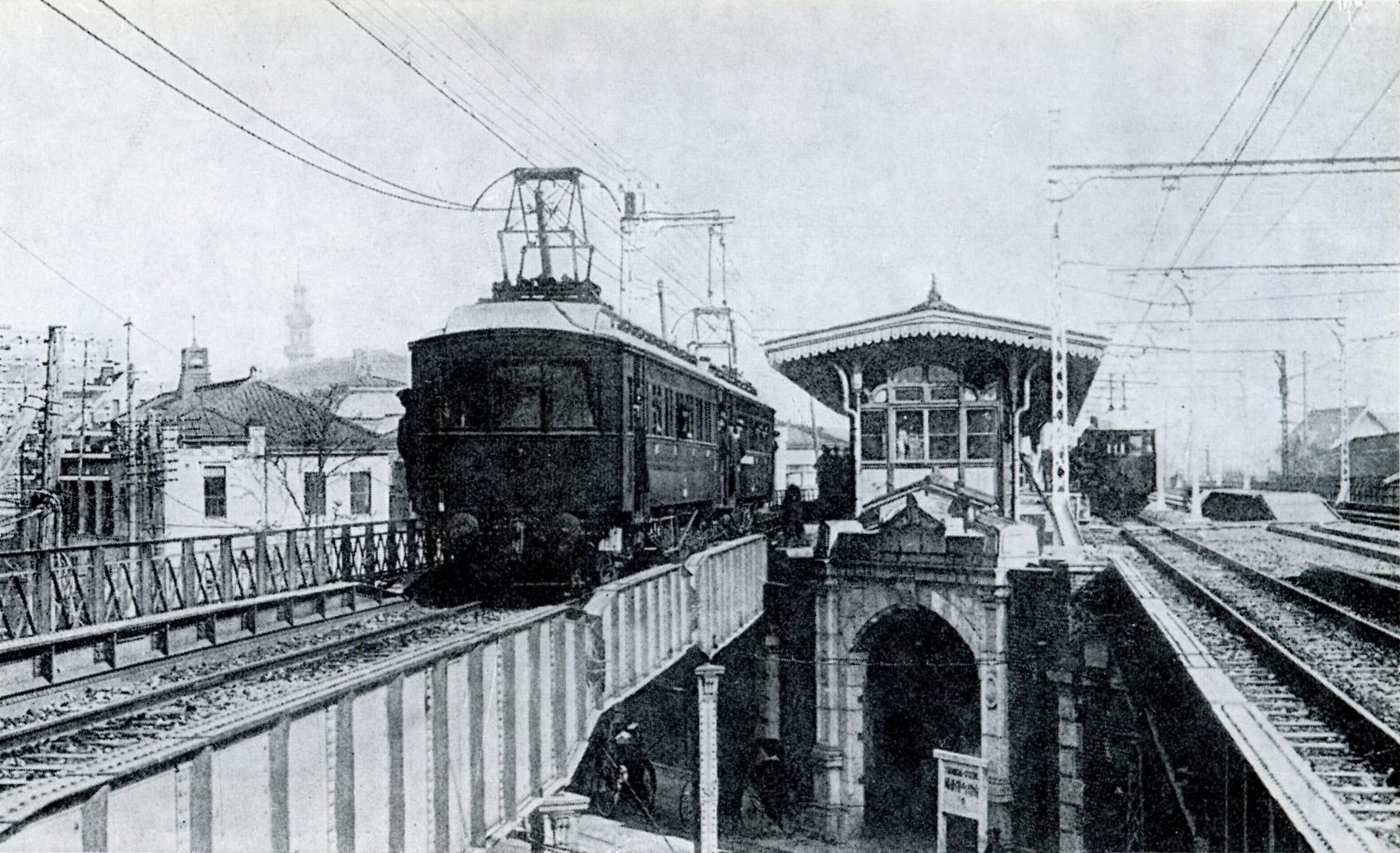
京浜線電車試運転時の有楽町駅　奥が東京側（1914年12月頃）

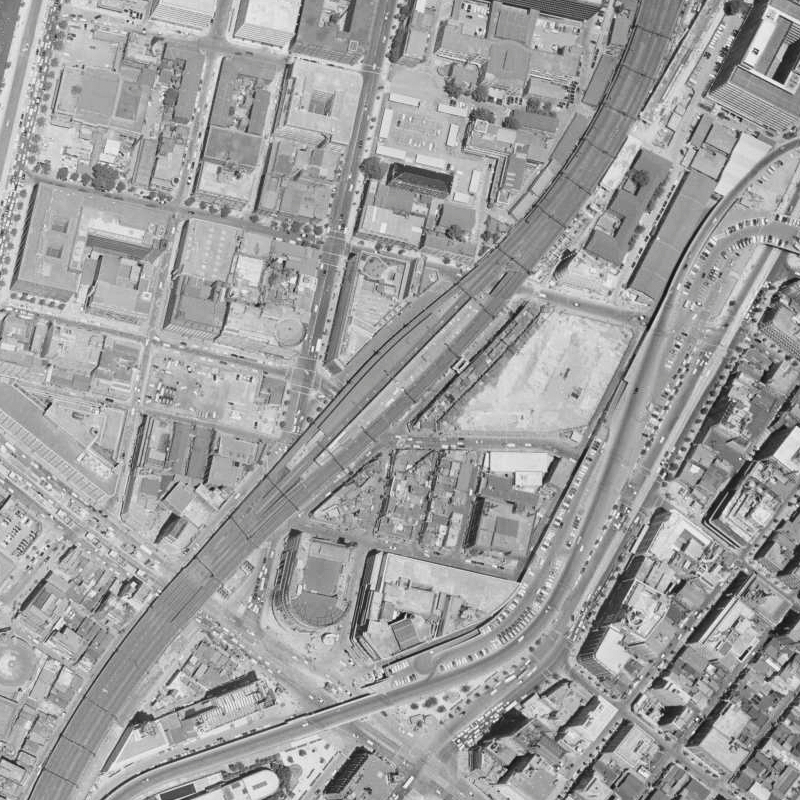
有楽町駅周辺の白黒空中写真（1963年6月26日撮影）

- 1910年（明治43年）6月25日：鉄道院東海道本線の駅として開業[4]。旅客駅で、当時から京浜電車（後の京浜東北線）のみ停車した。
- 1945年（昭和20年）1月27日：太平洋戦争中の空襲で中央改札口が大破し、駅員9名と旅客87名の計96名が死亡。
- 1972年（昭和47年）3月15日：荷物の取り扱いを廃止[4]。
- 1987年（昭和62年）4月1日：国鉄分割民営化に伴い、東日本旅客鉄道（JR東日本）の駅となる[4]。
- 1988年（昭和63年）3月13日：京浜東北線の快速運転開始に伴い、日中は同線が通過するようになる。
- 1990年（平成2年）
  - 2月16日：そごう口、中央口に自動改札機を設置[5]。
  - 2月23日：京橋口、都庁口に自動改札機を設置[5]。
  - 3月2日：銀座口に自動改札機を設置[5]。
- 1994年（平成6年）3月25日：日比谷口に自動改札機を設置[6]。
- 2001年（平成13年）11月18日：ICカード「Suica」の利用が可能となる[報道 1]。
- 2014年（平成26年）8月30日：2・3番線（山手線ホーム）においてホームドアの使用を開始。
- 2018年（平成30年）9月26日：1・4番線（京浜東北線ホーム）においてホームドアの使用を開始[報道 2][報道 3]。
- 2019年（平成31年）3月30日：びゅうプラザの営業を終了[7]。
- 2020年（令和2年）
  - 3月24日：国際フォーラム口・京橋口および中央口・中央西口を結ぶ改札内連絡通路が供用開始[報道 3]。
  - 4月末：中央口改札内および中央西口改札内のコンコースが拡張[報道 3]。
  - 6月8日：駅ナカシェアオフィス「STATION WORK」のブース型「STATION BOOTH」を、住友生命「Vitality」プラザ有楽町店内にて開業[8][注 1]。
  - 8月31日：エキナカ商業空間「エキュートエディション有楽町」が開業[報道 6]。
- 2021年（令和3年）3月1日：業務委託化[9]。
- 2022年（令和4年）10月31日：みどりの窓口の営業を終了[10][11]。
- 2024年（令和6年）11月2日：銀座口にお客さまサポートコールシステムを導入[12]。

### 東京メトロ
- 1974年（昭和49年）10月30日：開業。日比谷駅との連絡運輸を開始。
- 2004年（平成16年）4月1日：帝都高速度交通営団（営団地下鉄）民営化に伴い、当駅は東京地下鉄（東京メトロ）に継承される[報道 7]。
- 2007年（平成19年）3月18日：ICカード「PASMO」の利用が可能となる[報道 8]。
- 2012年（平成24年）3月10日：ホームドアの使用を開始[報道 9]。

## 駅構造

### JR東日本
JR東日本ステーションサービスが駅業務を受託している新橋駅管理の業務委託駅である。ただし、銀座口にはお客さまサポートコールシステムが導入されており、改札係員は、遠隔対応のため一部時間帯を除いて不在となる。また、中央西口、日比谷口、国際フォーラム口は終日改札係員は不在となる。このほか、中央口と京橋口には指定席券売機が設置されている。
島式ホーム2面4線を有する高架駅である。外側2線を京浜東北線が使用し、内側2線を山手線が使用する。
駅ナンバリング導入前のホーム上の駅名標のフォーマットは、右下と左下の駅名がひらがな・アルファベット併記ではなく、漢字・アルファベット併記で、サイズも小さく他の駅では見られないオリジナルのものになっていた。
ホームと中央口・中央西口をそれぞれ連絡するエスカレーターやエレベーターが設置されている。ホーム上の出口・乗り換え案内看板では、連絡運輸を実施していない東京メトロ銀座線・丸ノ内線（銀座駅）も、連絡運輸を実施している有楽町線と同じように案内されている。
当駅は北隣の駅である東京駅の京葉線ホームに近い。同駅において山手線・京浜東北線から京葉線に乗り換えるには、同一駅構内とはいえ、かなりの距離を要する。このため、当駅 - 東京間を含む乗車券（東京山手線内・東京都区内発着を含む。ただし、山手線は内回り、京浜東北線は北行に限る）を所持した上で改札口で京葉線に乗り継ぐ旨を申し出れば、徒歩により当駅 - 東京間を乗り継ぐことができる。この場合、乗車券の表面に途中下車印を押印した上で、案内書を交付される（SuicaなどIC乗車カードの場合は押印はなく案内書のみ）。ただし、当駅は京橋口改札、東京駅は京葉地下八重洲口および京葉地下丸の内口のみでの取り扱いとなる。なお、当駅での京葉線への乗り換え案内は行っていない。

#### のりば

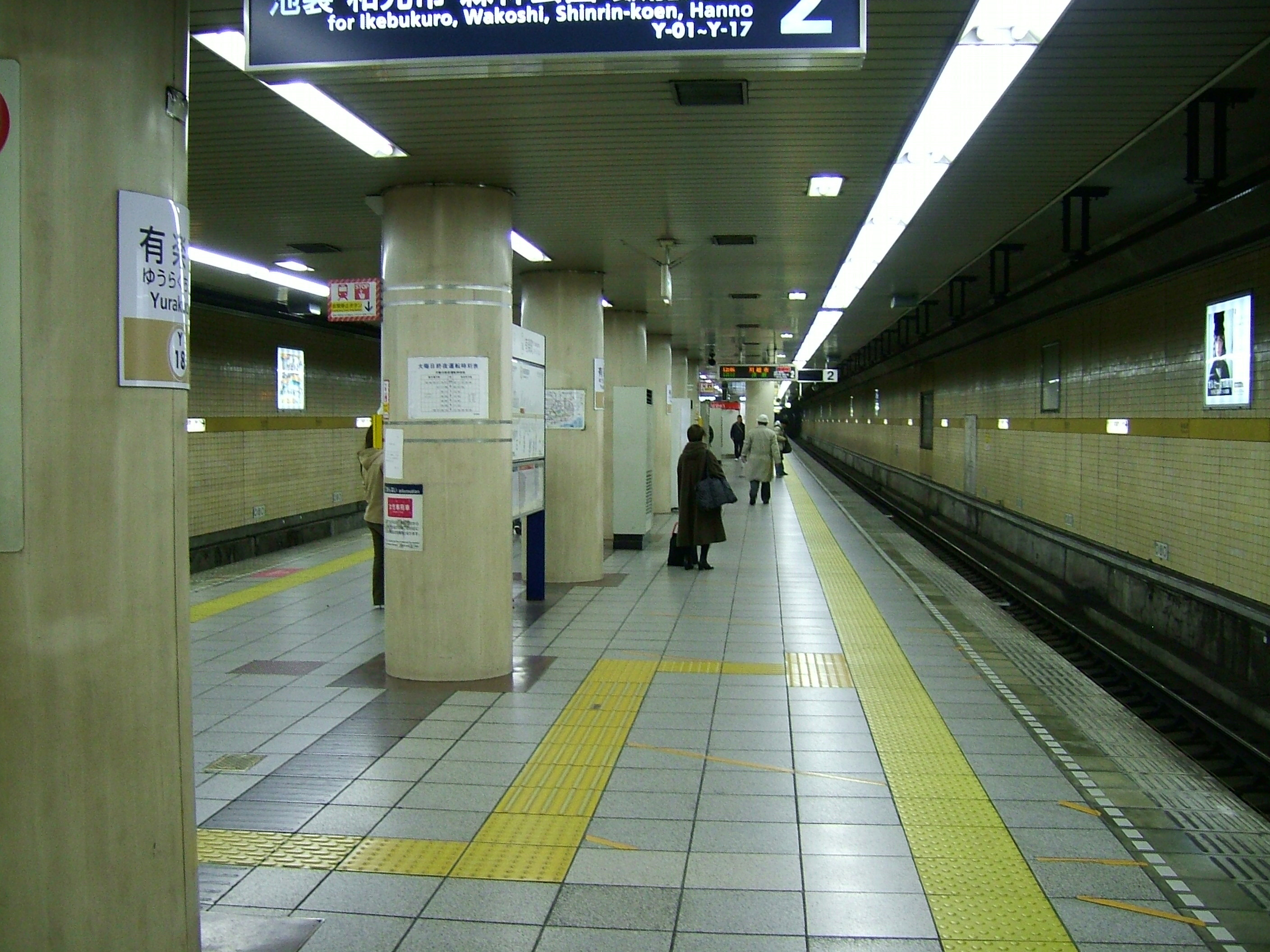
ホーム（2006年12月）

| 番線 | 路線       | 方向   | 行先                 |
| ---- | ---------- | ------ | -------------------- |
| 1    | 京浜東北線 | 北行   | 東京・上野・大宮方面 |
| 2    | 山手線     | 内回り | 東京・上野・池袋方面 |
| 3    | 山手線     | 外回り | 品川・目黒・渋谷方面 |
| 4    | 京浜東北線 | 南行   | 品川・横浜・大船方面 |

京浜東北線は、10時30分ごろから15時30分ごろにすべての列車が快速運転となり、当駅を通過する。

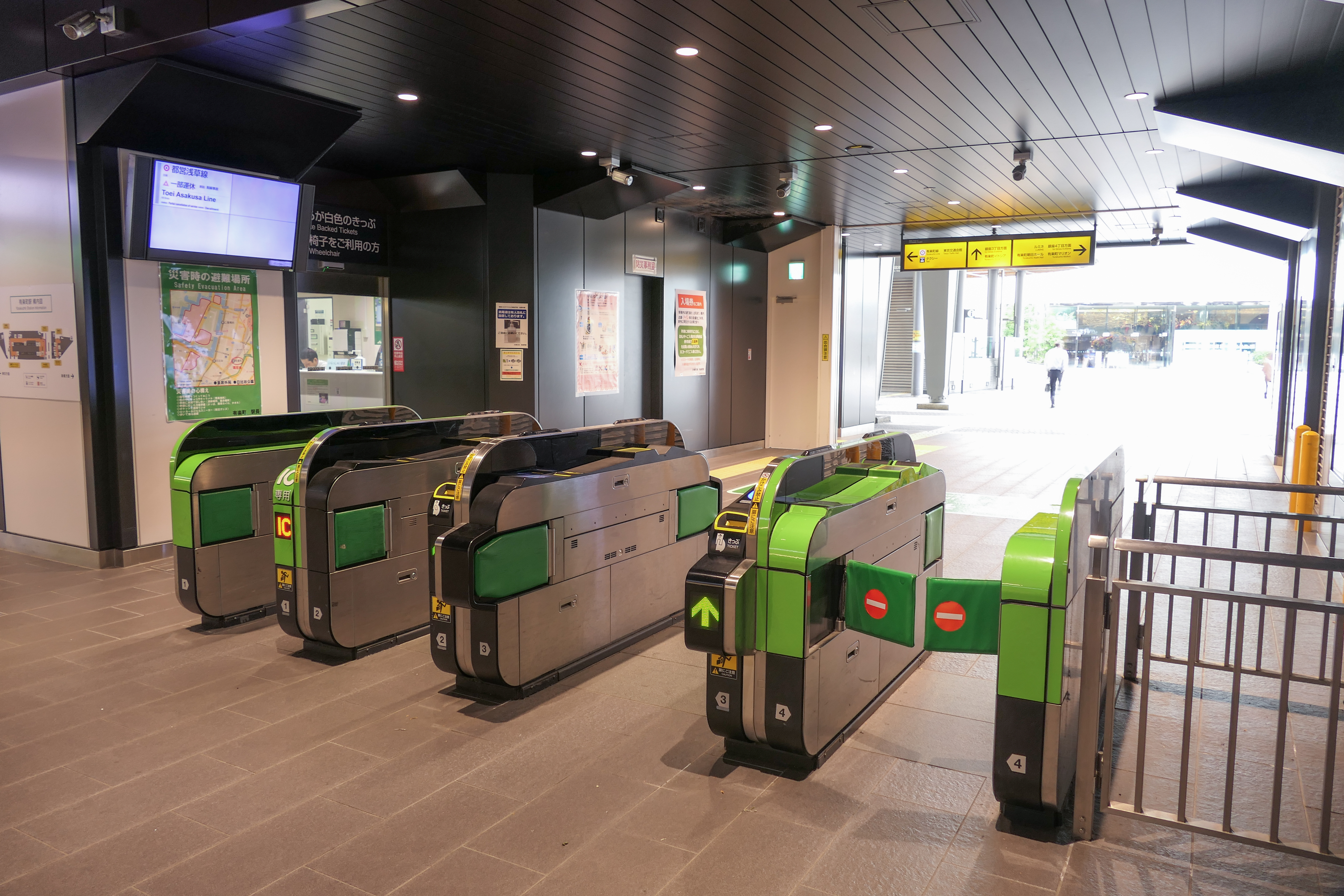
中央口改札（2023年6月）
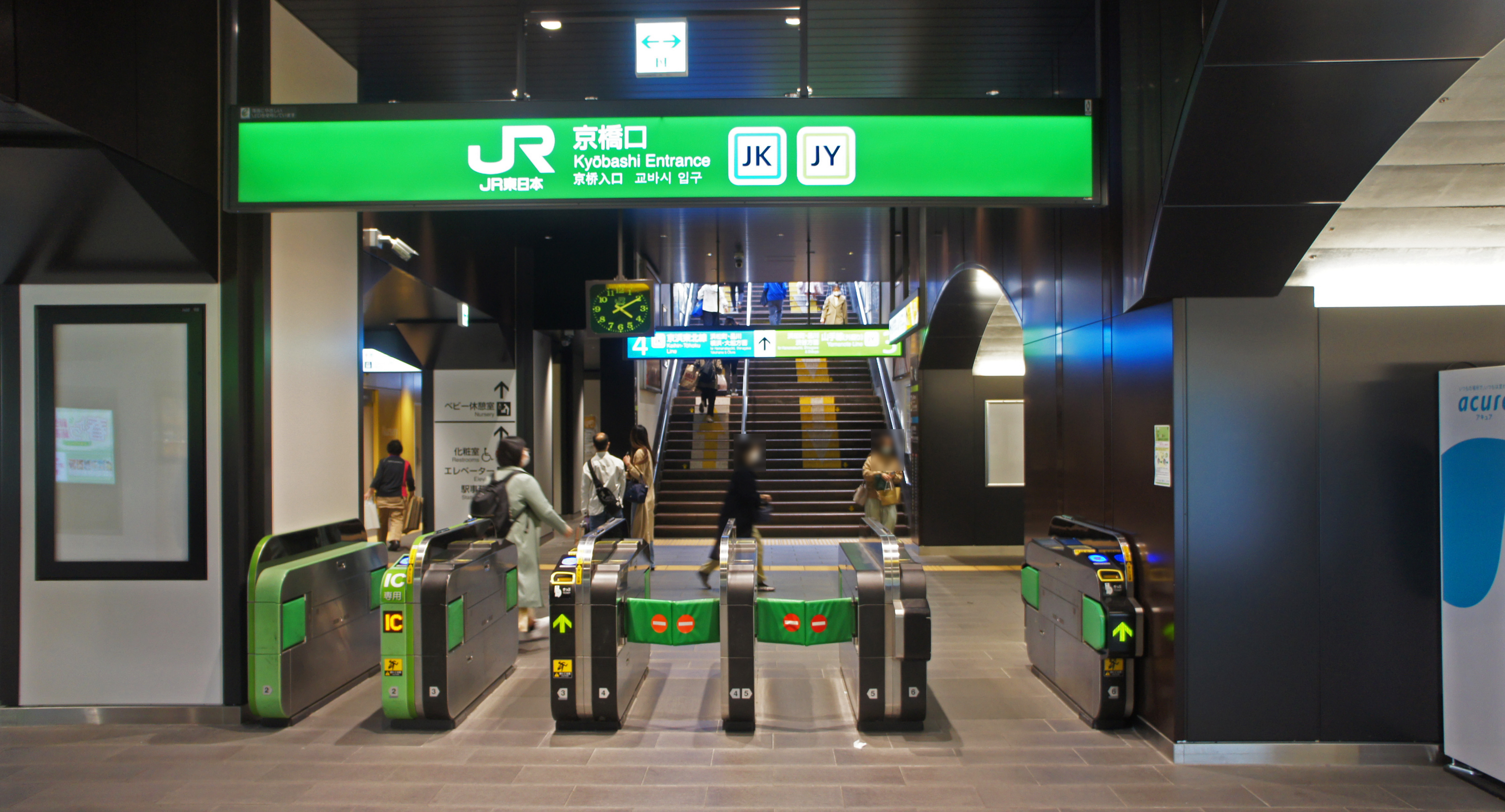
京橋口改札（2021年4月）
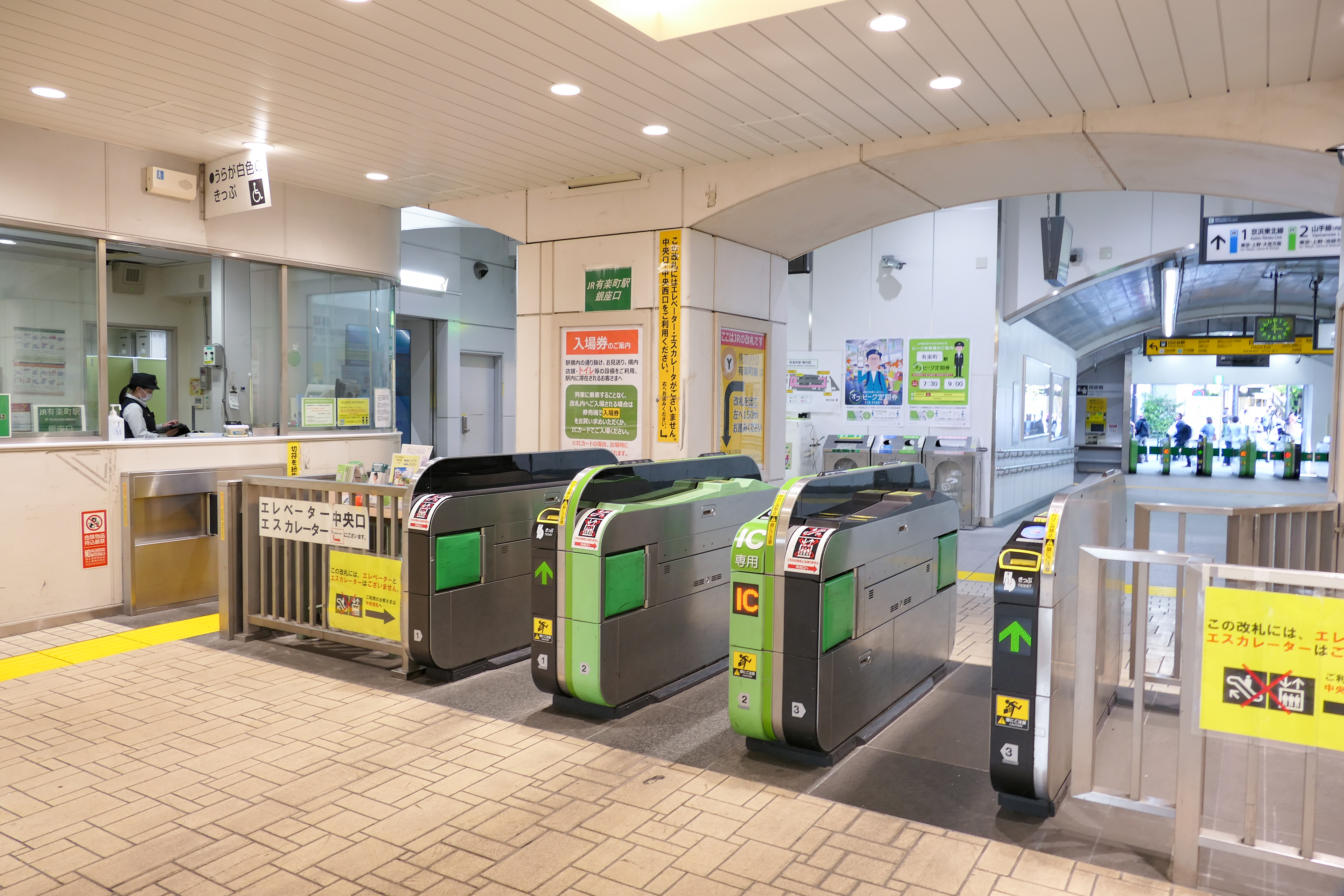
銀座口改札（2023年5月）
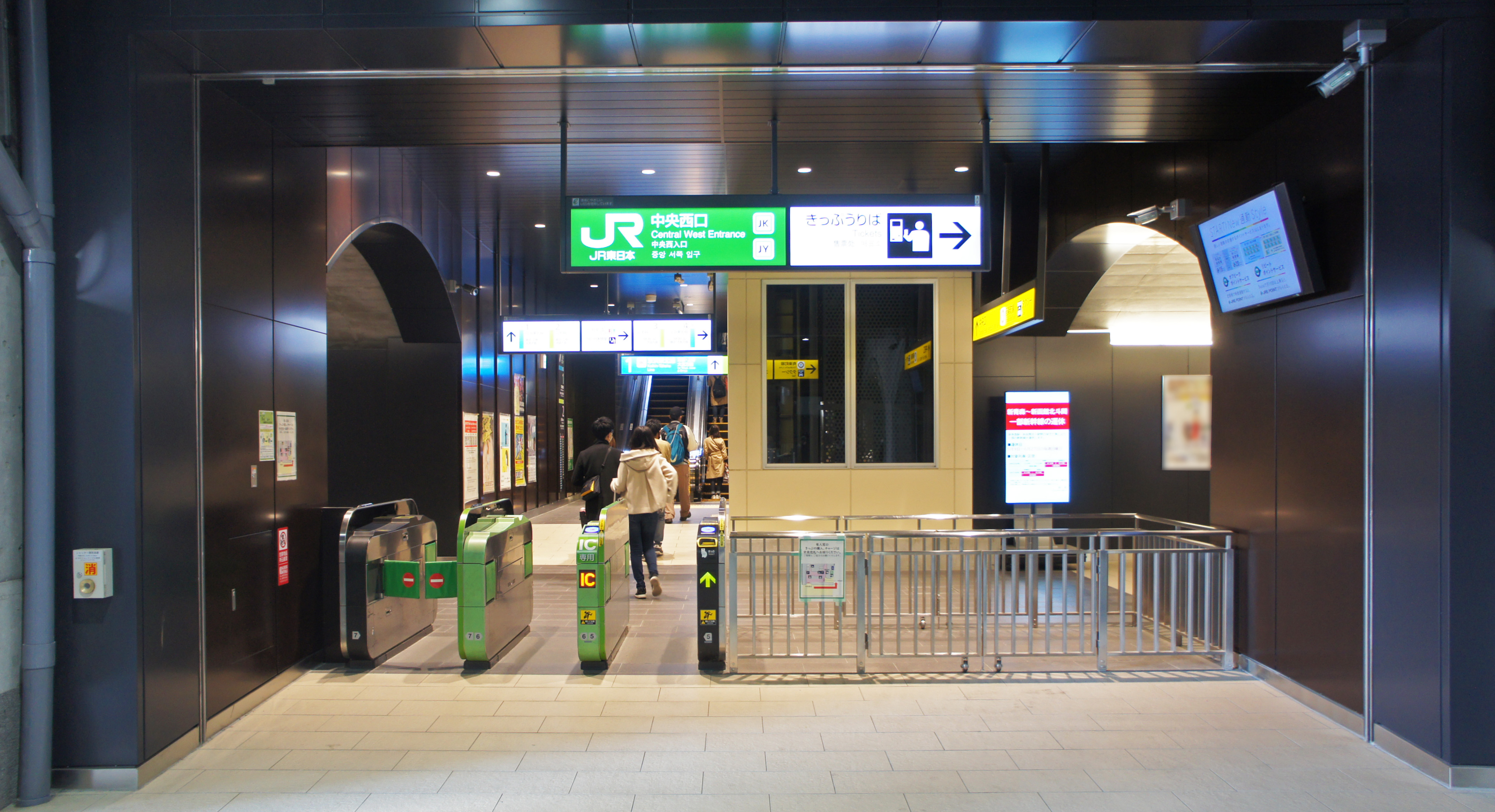
中央西口改札（2021年4月）
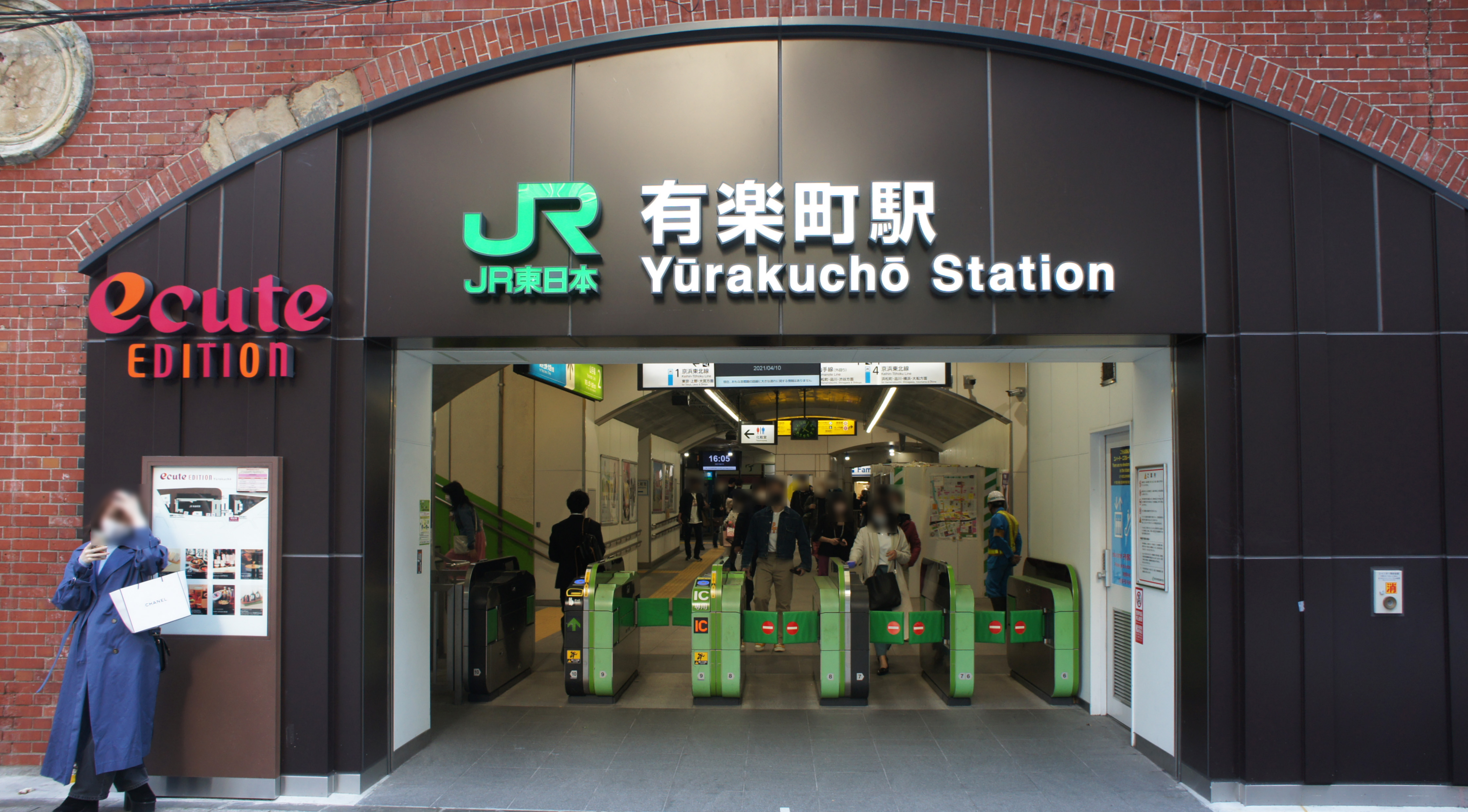
日比谷口改札（2021年4月）
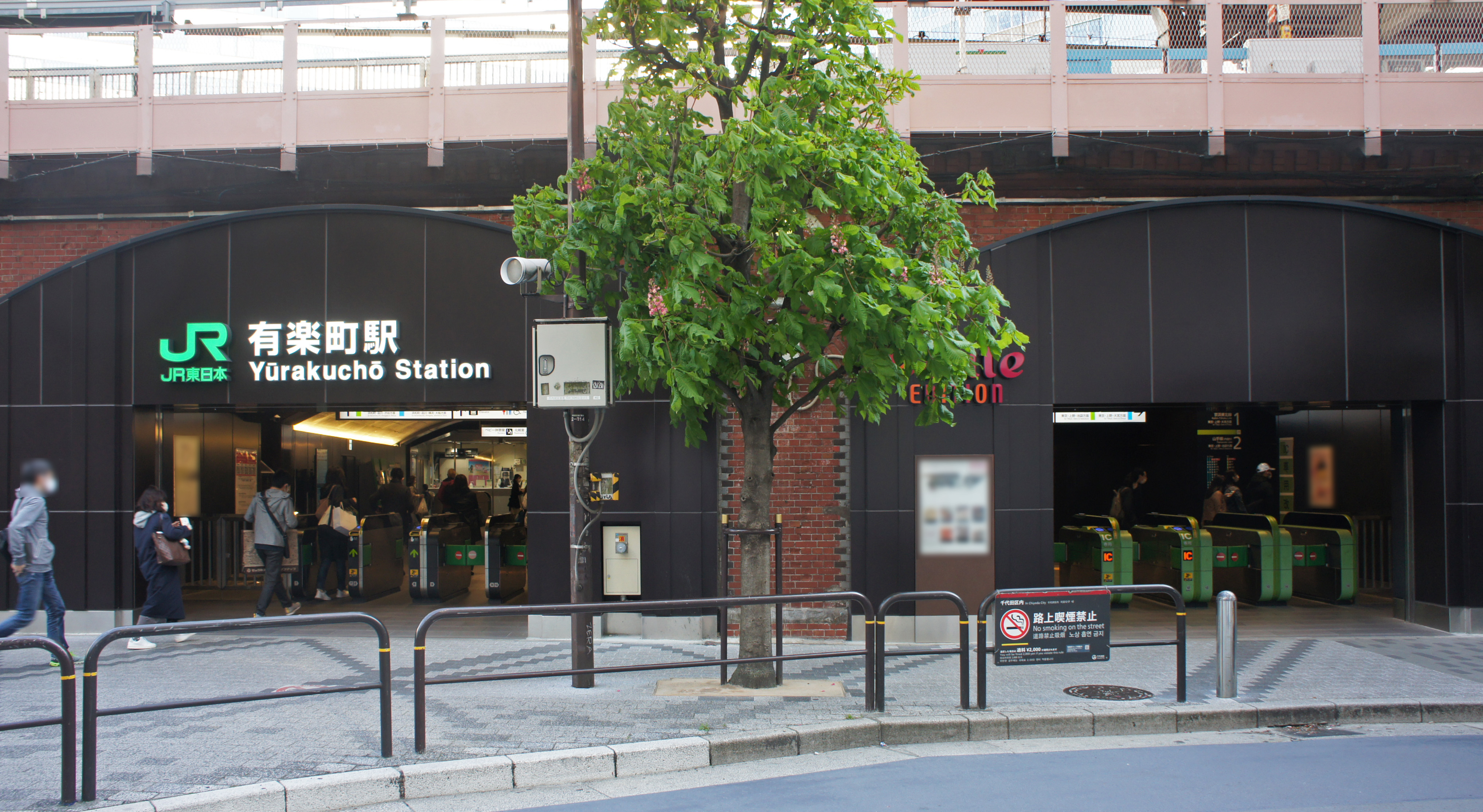
国際フォーラム口改札（2021年4月）
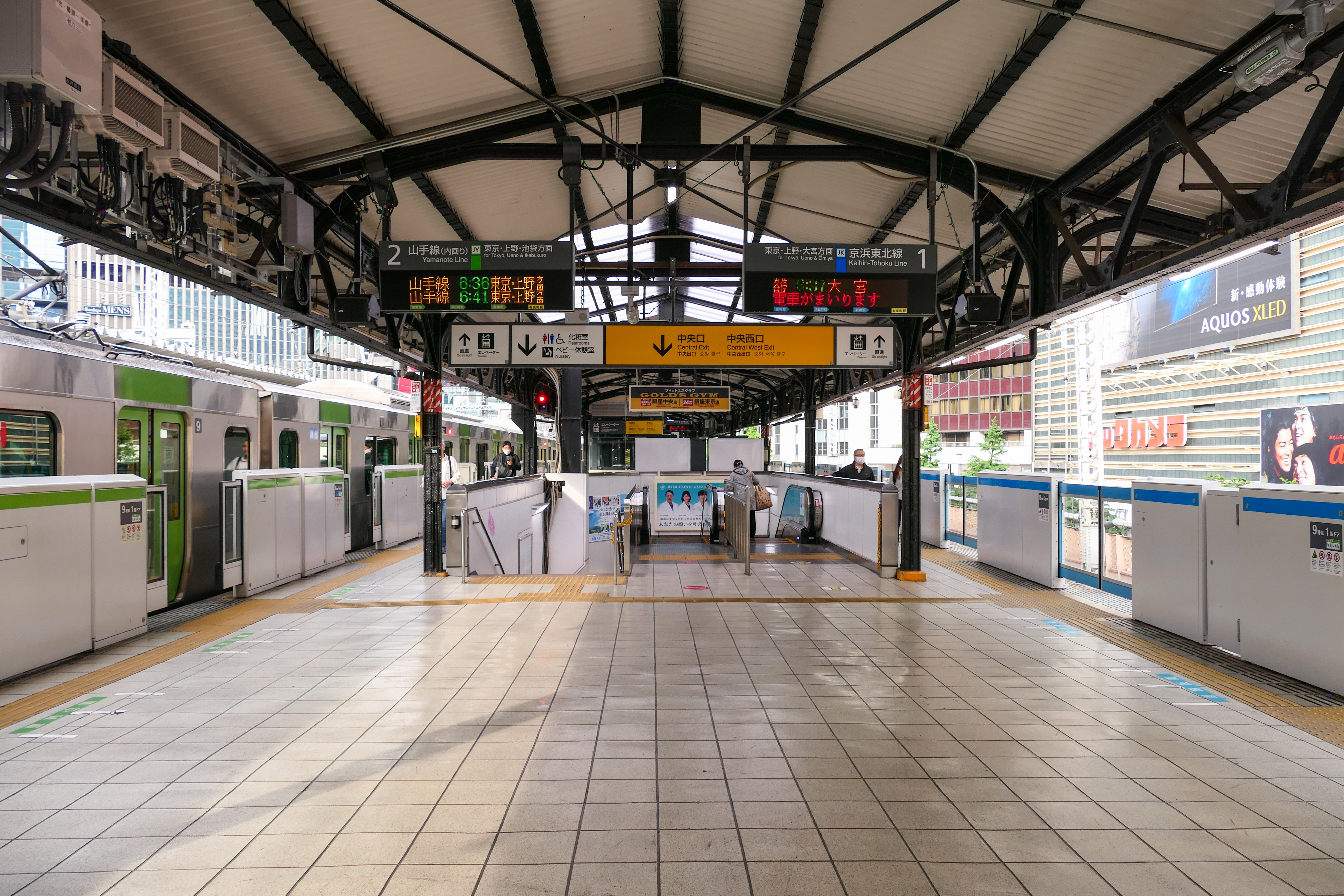
1・2番線ホーム（2023年6月）
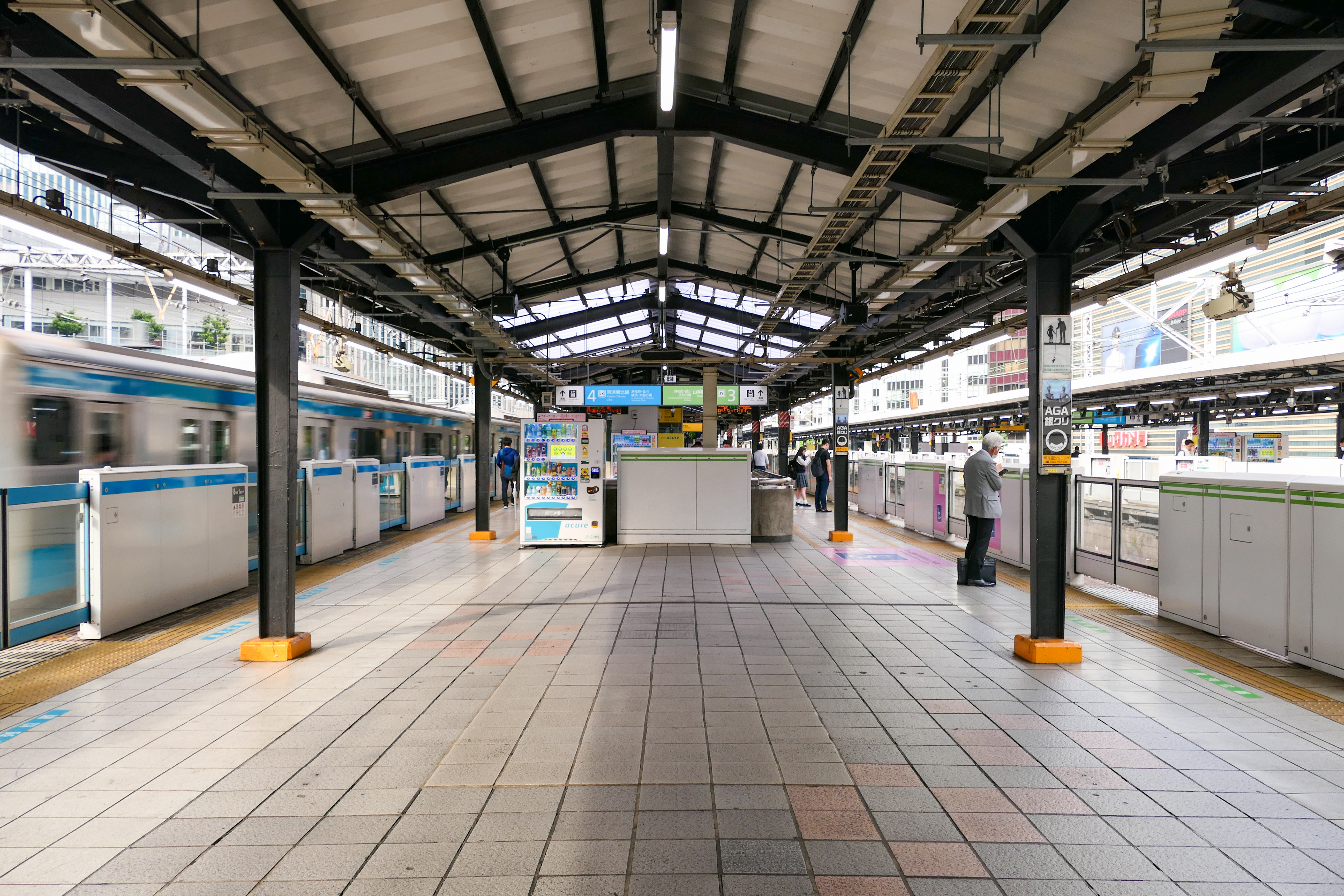
3・4番線ホーム（2023年6月）

### 東京メトロ
島式ホーム1面2線を有する地下駅である。日比谷駅（日比谷線・千代田線・都営三田線）と連絡しており、同一駅として扱われる。ただし、乗り換える場合は一旦改札を出る必要がある。有楽町線開業前の当駅の仮称駅名は「日比谷駅」であった。
コンコースとホームとの間はエスカレーターのある階段に加えて中央部のエレベーターでも連絡しているが、エレベーターについてはコンコース部は単独の改札口となっており、最低限の機器しか設置されていない。また、1番線ホームには6両編成（南北線からの臨時列車は6両編成で運行される）停止位置最前部の表記がある。
エスカレーターが併設されている階段の中間部に、銀座一丁目寄りには駅事務室、桜田門寄りにはトイレがそれぞれ設置されている。また、東京国際フォーラムへのD5出入口には、エレベーターではなく、車椅子専用の段差解消機が設置されている。
銀座一丁目駅側に両渡り線があり、非常時には当駅での折り返し運転が行われることもある。
2016年（平成28年）10月26日実施のダイヤ改正で、早朝時間帯に当駅始発新木場行きの列車（当駅5時1分発）が設定され、豊洲駅でのゆりかもめの有明方面新橋行きの始発列車に接続する。この列車は1駅隣の桜田門駅から回送され、当駅から営業運転に入る。
有料座席指定列車「S-TRAIN」は、平日ダイヤのみ有楽町線に入線し、当駅にも停車する。なお、当駅から東京メトロ線内のみの乗車はできない（一例として、乗車専用の石神井公園駅で本列車に乗車し、当駅で下車するのは可）。
改札外の三田線日比谷駅を結ぶ通路の一角には、信楽焼の狸の置物が11体置かれた「ぽん太の広場」がある。東京新聞によれば、1988年（昭和63年）11月に狸2体が置かれ、待ち合わせ場所として囲いや台座が整備され広場になった。その後増えたり持ち去られたりして現在の数になったが、6体になった段階で名前が公募され、「ぽん太」などと名付けられた。駅の資料には「ぽん太の広場の『信楽焼』は信楽焼振興協会の寄贈」とあるが、駅長の土産説などもあり確認が取れていないという。

#### のりば
| 番線 | 路線     | 行先                       |
| ---- | -------- | -------------------------- |
| 1    | 有楽町線 | 新木場方面                 |
| 2    | 有楽町線 | 和光市・森林公園・飯能方面 |

- ホーム（2006年12月）

#### 発車メロディ
2012年（平成24年）3月10日からスイッチ制作の発車メロディ（発車サイン音）を使用している。
曲は1番線が「一緒に」、2番線が「アンブレラ・ワルツ」（いずれも塩塚博作曲）である。

## 利用状況

### JR東日本
2023年度（令和5年度）の1日平均乗車人員は125,532人である。JR東日本全体の駅の中では船橋駅に次ぐ第20位である。この乗客を2つのホームで捌いているため、朝夕のラッシュ時は混雑が特に激しい。
各年度の推移は以下のとおりである。

#### 1日平均乗車人員（1910年代 - 1930年代）
| 1日平均乗車人員推移（日本鉄道／国鉄） （1910年代 - 1930年代） | 1日平均乗車人員推移（日本鉄道／国鉄） （1910年代 - 1930年代） | 1日平均乗車人員推移（日本鉄道／国鉄） （1910年代 - 1930年代） |
| 年度                                                          | 乗車人員                                                      | 出典 （東京府）                                               |
| ------------------------------------------------------------- | ------------------------------------------------------------- | ------------------------------------------------------------- |
| 1914年（大正03年）                                            | 685                                                           | [ 府 1 ]                                                      |
| 1915年（大正04年）                                            | 892                                                           | [ 府 2 ]                                                      |
| 1916年（大正05年）                                            | 1,776                                                         | [ 府 3 ]                                                      |
| 1919年（大正08年）                                            | 4,891                                                         | [ 府 4 ]                                                      |
| 1920年（大正09年）                                            | 7,853                                                         | [ 府 5 ]                                                      |
| 1922年（大正11年）                                            | 11,704                                                        | [ 府 6 ]                                                      |
| 1923年（大正12年）                                            | 12,822                                                        | [ 府 7 ]                                                      |
| 1924年（大正13年）                                            | 14,174                                                        | [ 府 8 ]                                                      |
| 1925年（大正14年）                                            | 18,185                                                        | [ 府 9 ]                                                      |
| 1926年（昭和元年）                                            | 26,218                                                        | [ 府 10 ]                                                     |
| 1927年（昭和02年）                                            | 30,195                                                        | [ 府 11 ]                                                     |
| 1928年（昭和03年）                                            | 34,711                                                        | [ 府 12 ]                                                     |
| 1929年（昭和04年）                                            | 35,695                                                        | [ 府 13 ]                                                     |
| 1930年（昭和05年）                                            | 34,142                                                        | [ 府 14 ]                                                     |
| 1931年（昭和06年）                                            | 31,970                                                        | [ 府 15 ]                                                     |
| 1932年（昭和07年）                                            | 33,059                                                        | [ 府 16 ]                                                     |
| 1933年（昭和08年）                                            | 37,091                                                        | [ 府 17 ]                                                     |
| 1934年（昭和09年）                                            | 40,673                                                        | [ 府 18 ]                                                     |
| 1935年（昭和10年）                                            | 43,556                                                        | [ 府 19 ]                                                     |

#### 1日平均乗車人員（1953年 - 2000年）
| 1日平均乗車人員推移（国鉄／JR東日本）（1953年 - 2000年） | 1日平均乗車人員推移（国鉄／JR東日本）（1953年 - 2000年） | 1日平均乗車人員推移（国鉄／JR東日本）（1953年 - 2000年） | 1日平均乗車人員推移（国鉄／JR東日本）（1953年 - 2000年） | 1日平均乗車人員推移（国鉄／JR東日本）（1953年 - 2000年） |
| 年度                                                     | 乗車人員                                                 | 順位                                                     | 出典                                                     | 出典                                                     |
| 年度                                                     | 乗車人員                                                 | 順位                                                     | JR                                                       | 東京都                                                   |
| -------------------------------------------------------- | -------------------------------------------------------- | -------------------------------------------------------- | -------------------------------------------------------- | -------------------------------------------------------- |
| 1953年（昭和28年）                                       | 138,077                                                  |                                                          |                                                          | [ 都 1 ]                                                 |
| 1954年（昭和29年）                                       | 147,968                                                  |                                                          |                                                          | [ 都 2 ]                                                 |
| 1955年（昭和30年）                                       | 154,337                                                  |                                                          |                                                          | [ 都 3 ]                                                 |
| 1956年（昭和31年）                                       | 163,964                                                  |                                                          |                                                          | [ 都 4 ]                                                 |
| 1957年（昭和32年）                                       | 175,590                                                  |                                                          |                                                          | [ 都 5 ]                                                 |
| 1958年（昭和33年）                                       | 181,573                                                  |                                                          |                                                          | [ 都 6 ]                                                 |
| 1959年（昭和34年）                                       | 180,162                                                  |                                                          |                                                          | [ 都 7 ]                                                 |
| 1960年（昭和35年）                                       | 192,992                                                  |                                                          |                                                          | [ 都 8 ]                                                 |
| 1961年（昭和36年）                                       | 195,655                                                  |                                                          |                                                          | [ 都 9 ]                                                 |
| 1962年（昭和37年）                                       | 205,065                                                  |                                                          |                                                          | [ 都 10 ]                                                |
| 1963年（昭和38年）                                       | 205,042                                                  |                                                          |                                                          | [ 都 11 ]                                                |
| 1964年（昭和39年）                                       | 201,164                                                  |                                                          |                                                          | [ 都 12 ]                                                |
| 1965年（昭和40年）                                       | 192,509                                                  |                                                          |                                                          | [ 都 13 ]                                                |
| 1966年（昭和41年）                                       | 194,136                                                  |                                                          |                                                          | [ 都 14 ]                                                |
| 1967年（昭和42年）                                       | 198,283                                                  |                                                          |                                                          | [ 都 15 ]                                                |
| 1968年（昭和43年）                                       | 197,453                                                  |                                                          |                                                          | [ 都 16 ]                                                |
| 1969年（昭和44年）                                       | 177,136                                                  |                                                          |                                                          | [ 都 17 ]                                                |
| 1970年（昭和45年）                                       | 173,178                                                  |                                                          |                                                          | [ 都 18 ]                                                |
| 1971年（昭和46年）                                       | 173,410                                                  |                                                          |                                                          | [ 都 19 ]                                                |
| 1972年（昭和47年）                                       | 171,485                                                  |                                                          |                                                          | [ 都 20 ]                                                |
| 1973年（昭和48年）                                       | 170,035                                                  |                                                          |                                                          | [ 都 21 ]                                                |
| 1974年（昭和49年）                                       | 174,167                                                  |                                                          |                                                          | [ 都 22 ]                                                |
| 1975年（昭和50年）                                       | 167,137                                                  |                                                          |                                                          | [ 都 23 ]                                                |
| 1976年（昭和51年）                                       | 167,926                                                  |                                                          |                                                          | [ 都 24 ]                                                |
| 1977年（昭和52年）                                       | 164,145                                                  |                                                          |                                                          | [ 都 25 ]                                                |
| 1978年（昭和53年）                                       | 162,205                                                  |                                                          |                                                          | [ 都 26 ]                                                |
| 1979年（昭和54年）                                       | 153,803                                                  |                                                          |                                                          | [ 都 27 ]                                                |
| 1980年（昭和55年）                                       | 145,910                                                  |                                                          |                                                          | [ 都 28 ]                                                |
| 1981年（昭和56年）                                       | 138,375                                                  |                                                          |                                                          | [ 都 29 ]                                                |
| 1982年（昭和57年）                                       | 135,405                                                  |                                                          |                                                          | [ 都 30 ]                                                |
| 1983年（昭和58年）                                       | 135,951                                                  |                                                          |                                                          | [ 都 31 ]                                                |
| 1984年（昭和59年）                                       | 148,288                                                  |                                                          |                                                          | [ 都 32 ]                                                |
| 1985年（昭和60年）                                       | 147,482                                                  |                                                          |                                                          | [ 都 33 ]                                                |
| 1986年（昭和61年）                                       | 149,904                                                  |                                                          |                                                          | [ 都 34 ]                                                |
| 1987年（昭和62年）                                       | 144,410                                                  |                                                          |                                                          | [ 都 35 ]                                                |
| 1988年（昭和63年）                                       | 170,041                                                  |                                                          |                                                          | [ 都 36 ]                                                |
| 1989年（平成元年）                                       | 175,484                                                  |                                                          |                                                          | [ 都 37 ]                                                |
| 1990年（平成02年）                                       | 174,169                                                  |                                                          |                                                          | [ 都 38 ]                                                |
| 1991年（平成03年）                                       | 169,877                                                  |                                                          |                                                          | [ 都 39 ]                                                |
| 1992年（平成04年）                                       | 171,386                                                  |                                                          |                                                          | [ 都 40 ]                                                |
| 1993年（平成05年）                                       | 170,397                                                  |                                                          |                                                          | [ 都 41 ]                                                |
| 1994年（平成06年）                                       | 167,337                                                  |                                                          |                                                          | [ 都 42 ]                                                |
| 1995年（平成07年）                                       | 167,579                                                  |                                                          |                                                          | [ 都 43 ]                                                |
| 1996年（平成08年）                                       | 165,597                                                  |                                                          |                                                          | [ 都 44 ]                                                |
| 1997年（平成09年）                                       | 163,955                                                  |                                                          |                                                          | [ 都 45 ]                                                |
| 1998年（平成10年）                                       | 162,129                                                  |                                                          |                                                          | [ 都 46 ]                                                |
| 1999年（平成11年）                                       | 160,126                                                  | 13位                                                     | [ JR 2 ]                                                 | [ 都 47 ]                                                |
| 2000年（平成12年）                                       | 156,273                                                  | 13位                                                     | [ JR 3 ]                                                 | [ 都 48 ]                                                |

#### 1日平均乗車人員（2001年以降）
| 1日平均乗車人員推移（JR東日本）（2001年以降） | 1日平均乗車人員推移（JR東日本）（2001年以降） | 1日平均乗車人員推移（JR東日本）（2001年以降） | 1日平均乗車人員推移（JR東日本）（2001年以降） | 1日平均乗車人員推移（JR東日本）（2001年以降） | 1日平均乗車人員推移（JR東日本）（2001年以降） | 1日平均乗車人員推移（JR東日本）（2001年以降） | 1日平均乗車人員推移（JR東日本）（2001年以降） | 1日平均乗車人員推移（JR東日本）（2001年以降） |
| 年度                                          | 定期外                                        | 定期                                          | 合計                                          | 前年度比                                      | 順位                                          | 出典                                          | 出典                                          | 出典                                          |
| 年度                                          | 定期外                                        | 定期                                          | 合計                                          | 前年度比                                      | 順位                                          | JR                                            | 東京都                                        | 千代田区                                      |
| --------------------------------------------- | --------------------------------------------- | --------------------------------------------- | --------------------------------------------- | --------------------------------------------- | --------------------------------------------- | --------------------------------------------- | --------------------------------------------- | --------------------------------------------- |
| 2001年（平成13年）                            |                                               |                                               | 155,609                                       |                                               | 13位                                          | [ JR 4 ]                                      | [ 都 49 ]                                     |                                               |
| 2002年（平成14年）                            |                                               |                                               | 153,830                                       |                                               | 13位                                          | [ JR 5 ]                                      | [ 都 50 ]                                     |                                               |
| 2003年（平成15年）                            |                                               |                                               | 151,848                                       |                                               | 13位                                          | [ JR 6 ]                                      | [ 都 51 ]                                     |                                               |
| 2004年（平成16年）                            |                                               |                                               | 151,031                                       |                                               | 13位                                          | [ JR 7 ]                                      | [ 都 52 ]                                     |                                               |
| 2005年（平成17年）                            |                                               |                                               | 153,113                                       |                                               | 14位                                          | [ JR 8 ]                                      | [ 都 53 ]                                     |                                               |
| 2006年（平成18年）                            |                                               |                                               | 157,890                                       |                                               | 14位                                          | [ JR 9 ]                                      | [ 都 54 ]                                     |                                               |
| 2007年（平成19年）                            |                                               |                                               | 166,545                                       |                                               | 14位                                          | [ JR 10 ]                                     | [ 都 55 ]                                     |                                               |
| 2008年（平成20年）                            |                                               |                                               | 169,361                                       |                                               | 14位                                          | [ JR 11 ]                                     | [ 都 56 ]                                     |                                               |
| 2009年（平成21年）                            |                                               |                                               | 166,252                                       |                                               | 14位                                          | [ JR 12 ]                                     | [ 都 57 ]                                     |                                               |
| 2010年（平成22年）                            |                                               |                                               | 162,445                                       |                                               | 14位                                          | [ JR 13 ]                                     | [ 都 58 ]                                     |                                               |
| 2011年（平成23年）                            |                                               |                                               | 162,252                                       |                                               | 14位                                          | [ JR 14 ]                                     | [ 都 59 ]                                     |                                               |
| 2012年（平成24年）                            | 76,660                                        | 88,268                                        | 164,929                                       |                                               | 14位                                          | [ JR 15 ]                                     | [ 都 60 ]                                     |                                               |
| 2013年（平成25年）                            | 76,639                                        | 90,726                                        | 167,365                                       |                                               | 14位                                          | [ JR 16 ]                                     | [ 都 61 ]                                     |                                               |
| 2014年（平成26年）                            | 76,183                                        | 89,267                                        | 165,450                                       |                                               | 14位                                          | [ JR 17 ]                                     | [ 都 62 ]                                     |                                               |
| 2015年（平成27年）                            | 75,829                                        | 91,594                                        | 167,424                                       |                                               | 14位                                          | [ JR 18 ]                                     | [ 都 63 ]                                     |                                               |
| 2016年（平成28年）                            | 76,921                                        | 92,629                                        | 169,550                                       | 1.3%                                          | 14位                                          | [ JR 19 ]                                     | [ 都 64 ]                                     |                                               |
| 2017年（平成29年）                            | 76,145                                        | 93,798                                        | 169,943                                       | 0.2%                                          | 14位                                          | [ JR 20 ]                                     | [ 都 65 ]                                     |                                               |
| 2018年（平成30年）                            | 77,800                                        | 95,202                                        | 173,003                                       | 1.8%                                          | 15位                                          | [ JR 21 ]                                     | [ 都 66 ]                                     | [ 千 1 ]                                      |
| 2019年（令和元年）                            | 71,600                                        | 96,148                                        | 167,748                                       | −3.0%                                         | 15位                                          | [ JR 22 ]                                     | [ 都 67 ]                                     | [ 千 1 ]                                      |
| 2020年（令和02年）                            | 35,814                                        | 67,945                                        | 103,759                                       | −38.1%                                        | 18位                                          | [ JR 23 ]                                     | [ 都 68 ]                                     | [ 千 1 ]                                      |
| 2021年（令和03年）                            | 43,698                                        | 59,087                                        | 102,785                                       | −0.9%                                         | 21位                                          | [ JR 24 ]                                     | [ 都 69 ]                                     | [ 千 2 ]                                      |
| 2022年（令和04年）                            | 56,608                                        | 60,129                                        | 116,738                                       | 13.6%                                         | 20位                                          | [ JR 25 ]                                     | [ 都 70 ]                                     | [ 千 3 ]                                      |
| 2023年（令和05年）                            | 62,316                                        | 63,215                                        | 125,532                                       | 107.5%                                        | 20位                                          | [ JR 1 ]                                      |                                               |                                               |

### 東京メトロ
2024年度（令和6年度）の1日平均乗降人員は139,041人である。東京メトロの全130駅では新宿三丁目駅に次ぐ第17位。この値は日比谷駅の日比谷線、千代田線との乗換人員を含まない。
- 日比谷線、千代田線との乗換人員を含んだ、2023年度（令和5年度）の1日平均乗降人員は186,363人である[関広 1]。有楽町線内では小竹向原駅に次ぐ第2位。

#### 1日平均乗車人員（1974年 - 2000年）
| 1日平均乗車人員推移（営団）（1974年 - 2000年） | 1日平均乗車人員推移（営団）（1974年 - 2000年） | 1日平均乗車人員推移（営団）（1974年 - 2000年） |
| 年度                                           | 乗車人員                                       | 出典 （東京都）                                |
| ---------------------------------------------- | ---------------------------------------------- | ---------------------------------------------- |
| 1974年（昭和49年）                             | 19,137                                         | [ 都 71 ]                                      |
| 1975年（昭和50年）                             | 22,142                                         | [ 都 72 ]                                      |
| 1976年（昭和51年）                             | 25,658                                         | [ 都 73 ]                                      |
| 1977年（昭和52年）                             | 28,087                                         | [ 都 74 ]                                      |
| 1978年（昭和53年）                             | 28,375                                         | [ 都 75 ]                                      |
| 1979年（昭和54年）                             | 29,577                                         | [ 都 76 ]                                      |
| 1980年（昭和55年）                             | 32,827                                         | [ 都 77 ]                                      |
| 1981年（昭和56年）                             | 34,468                                         | [ 都 78 ]                                      |
| 1982年（昭和57年）                             | 35,517                                         | [ 都 79 ]                                      |
| 1983年（昭和58年）                             | 39,497                                         | [ 都 80 ]                                      |
| 1984年（昭和59年）                             | 45,255                                         | [ 都 81 ]                                      |
| 1985年（昭和60年）                             | 47,558                                         | [ 都 82 ]                                      |
| 1986年（昭和61年）                             | 49,454                                         | [ 都 83 ]                                      |
| 1987年（昭和62年）                             | 52,213                                         | [ 都 84 ]                                      |
| 1988年（昭和63年）                             | 63,603                                         | [ 都 85 ]                                      |
| 1989年（平成元年）                             | 76,282                                         | [ 都 86 ]                                      |
| 1990年（平成02年）                             | 71,657                                         | [ 都 87 ]                                      |
| 1991年（平成03年）                             | 69,713                                         | [ 都 88 ]                                      |
| 1992年（平成04年）                             | 70,584                                         | [ 都 40 ]                                      |
| 1993年（平成05年）                             | 71,378                                         | [ 都 41 ]                                      |
| 1994年（平成06年）                             | 70,321                                         | [ 都 42 ]                                      |
| 1995年（平成07年）                             | 70,148                                         | [ 都 43 ]                                      |
| 1996年（平成08年）                             | 69,090                                         | [ 都 44 ]                                      |
| 1997年（平成09年）                             | 68,789                                         | [ 都 89 ]                                      |
| 1998年（平成10年）                             | 69,268                                         | [ 都 46 ]                                      |
| 1999年（平成11年）                             | 67,027                                         | [ 都 47 ]                                      |
| 2000年（平成12年）                             | 65,019                                         | [ 都 90 ]                                      |

#### 1日平均乗車人員（2001年以降）
| 1日平均乗車人員・乗降人員推移（営団／東京メトロ） | 1日平均乗車人員・乗降人員推移（営団／東京メトロ） | 1日平均乗車人員・乗降人員推移（営団／東京メトロ） | 1日平均乗車人員・乗降人員推移（営団／東京メトロ） | 1日平均乗車人員・乗降人員推移（営団／東京メトロ） | 1日平均乗車人員・乗降人員推移（営団／東京メトロ） | 1日平均乗車人員・乗降人員推移（営団／東京メトロ） | 1日平均乗車人員・乗降人員推移（営団／東京メトロ） | 1日平均乗車人員・乗降人員推移（営団／東京メトロ） | 1日平均乗車人員・乗降人員推移（営団／東京メトロ） | 1日平均乗車人員・乗降人員推移（営団／東京メトロ） |
| 年度                                              | 乗車人員                                          | 乗降人員（乗換人員除く）                          | 乗降人員（乗換人員除く）                          | 乗降人員（乗換人員除く）                          | 乗降人員（乗換人員含む）                          | 乗降人員（乗換人員含む）                          | 出典                                              | 出典                                              | 出典                                              | 出典                                              |
| 年度                                              | 乗車人員                                          | 合計                                              | 増加率                                            | 順位                                              | 合計                                              | 増加率                                            | 営団／メトロ                                      | 関東広告                                          | 東京都                                            | 千代田区                                          |
| ------------------------------------------------- | ------------------------------------------------- | ------------------------------------------------- | ------------------------------------------------- | ------------------------------------------------- | ------------------------------------------------- | ------------------------------------------------- | ------------------------------------------------- | ------------------------------------------------- | ------------------------------------------------- | ------------------------------------------------- |
| 2001年（平成13年）                                | 63,142                                            | 126,524                                           | −3.8%                                             | 16位                                              |                                                   |                                                   | [ メ 2 ]                                          |                                                   | [ 都 91 ]                                         |                                                   |
| 2002年（平成14年）                                | 61,858                                            | 123,576                                           | −2.3%                                             | 16位                                              |                                                   |                                                   | [ メ 3 ]                                          |                                                   | [ 都 92 ]                                         |                                                   |
| 2003年（平成15年）                                | 60,552                                            | 121,270                                           | −1.9%                                             | 16位                                              | 150,141                                           | −3.2%                                             | [ メ 4 ]                                          | [ 関広 2 ]                                        | [ 都 93 ]                                         |                                                   |
| 2004年（平成16年）                                | 60,181                                            | 124,907                                           | 0.5%                                              | 16位                                              | 151,589                                           | 1.0%                                              | [ メ 5 ]                                          | [ 関広 3 ]                                        | [ 都 94 ]                                         |                                                   |
| 2005年（平成17年）                                | 61,901                                            | 125,755                                           | 3.2%                                              | 16位                                              | 156,645                                           | 3.3%                                              | [ メ 6 ]                                          | [ 関広 4 ]                                        | [ 都 95 ]                                         |                                                   |
| 2006年（平成18年）                                | 66,775                                            | 135,646                                           | 7.9%                                              | 15位                                              | 169,548                                           | 8.2%                                              | [ メ 7 ]                                          | [ 関広 5 ]                                        | [ 都 96 ]                                         |                                                   |
| 2007年（平成19年）                                | 72,557                                            | 147,556                                           | 7.9%                                              | 15位                                              | 185,640                                           | 9.5%                                              | [ メ 8 ]                                          | [ 関広 6 ]                                        | [ 都 97 ]                                         |                                                   |
| 2008年（平成20年）                                | 74,814                                            | 152,084                                           | 3.1%                                              | 14位                                              | 192,127                                           | 3.5%                                              | [ メ 9 ]                                          | [ 関広 7 ]                                        | [ 都 98 ]                                         |                                                   |
| 2009年（平成21年）                                | 73,901                                            | 149,832                                           | −1.5%                                             | 14位                                              | 191,793                                           | −0.2%                                             | [ メ 10 ]                                         | [ 関広 8 ]                                        | [ 都 99 ]                                         |                                                   |
| 2010年（平成22年）                                | 72,627                                            | 147,259                                           | −1.7%                                             | 14位                                              | 190,463                                           | −0.7%                                             | [ メ 11 ]                                         | [ 関広 9 ]                                        | [ 都 100 ]                                        |                                                   |
| 2011年（平成23年）                                | 72,784                                            | 147,303                                           | 0.0%                                              | 15位                                              | 192,645                                           | 1.1%                                              | [ メ 12 ]                                         | [ 関広 10 ]                                       | [ 都 101 ]                                        |                                                   |
| 2012年（平成24年）                                | 74,945                                            | 152,102                                           | 3.3%                                              | 15位                                              | 200,353                                           | 5.2%                                              | [ メ 13 ]                                         | [ 関広 11 ]                                       | [ 都 102 ]                                        |                                                   |
| 2013年（平成25年）                                | 78,312                                            | 158,809                                           | 4.4%                                              | 16位                                              | 211,817                                           | 5.7%                                              | [ メ 14 ]                                         | [ 関広 12 ]                                       | [ 都 103 ]                                        |                                                   |
| 2014年（平成26年）                                | 79,087                                            | 160,065                                           | 0.8%                                              | 16位                                              | 215,314                                           | 1.7%                                              | [ メ 15 ]                                         | [ 関広 13 ]                                       | [ 都 104 ]                                        |                                                   |
| 2015年（平成27年）                                | 83,008                                            | 167,929                                           | 4.9%                                              | 15位                                              | 225,926                                           | 4.9%                                              | [ メ 16 ]                                         | [ 関広 14 ]                                       | [ 都 105 ]                                        |                                                   |
| 2016年（平成28年）                                | 85,203                                            | 172,303                                           | 2.6%                                              | 15位                                              | 231,854                                           | 2.6%                                              | [ メ 17 ]                                         | [ 関広 15 ]                                       | [ 都 106 ]                                        |                                                   |
| 2017年（平成29年）                                | 86,285                                            | 174,378                                           | 1.2%                                              | 16位                                              | 235,952                                           | 1.8%                                              | [ メ 18 ]                                         | [ 関広 16 ]                                       | [ 都 107 ]                                        |                                                   |
| 2018年（平成30年）                                | 87,816                                            | 177,367                                           | 1.7%                                              | 16位                                              | 241,894                                           | 2.5%                                              | [ メ 19 ]                                         | [ 関広 17 ]                                       | [ 都 108 ]                                        | [ 千 1 ]                                          |
| 2019年（令和元年）                                | 87,719                                            | 176,997                                           | −0.2%                                             | 16位                                              | 239,437                                           | −1.0%                                             | [ メ 20 ]                                         | [ 関広 18 ]                                       | [ 都 109 ]                                        | [ 千 1 ]                                          |
| 2020年（令和02年）                                | 52,888                                            | 106,508                                           | −39.8%                                            | 17位                                              | 148,318                                           | −38.1%                                            | [ メ 21 ]                                         | [ 関広 19 ]                                       | [ 都 110 ]                                        | [ 千 1 ]                                          |
| 2021年（令和03年）                                | 51,551                                            | 103,877                                           | −2.5%                                             | 18位                                              | 147,694                                           | −0.4%                                             | [ メ 22 ]                                         | [ 関広 20 ]                                       | [ 都 111 ]                                        | [ 千 2 ]                                          |
| 2022年（令和04年）                                | 59,241                                            | 119,734                                           | 15.3%                                             | 18位                                              | 169,044                                           | 14.5%                                             | [ メ 23 ]                                         | [ 関広 21 ]                                       | [ 都 112 ]                                        | [ 千 3 ]                                          |
| 2023年（令和05年）                                |                                                   | 134,610                                           | 12.4%                                             | 17位                                              | 186,363                                           | 10.2%                                             | [ メ 24 ]                                         | [ 関広 1 ]                                        |                                                   |                                                   |
| 2024年（令和06年）                                |                                                   | 139,041                                           | 3.3%                                              | 17位                                              |                                                   |                                                   | [ メ 1 ]                                          |                                                   |                                                   |                                                   |

備考
1. ↑  1974年（昭和49年）10月30日に開業。開業日から翌年3月31日までの計153日間を集計したデータ。

## 駅周辺

### 日比谷口（南西側）
- 読売会館
  - ビックカメラ 有楽町店 - かつては「有楽町で逢いましょう」のキャンペーンソングで有名だったそごう東京店が入居していたが、同社の経営破綻により撤退した。
  - よみうりホール
- ニッポン放送 - 建物の老朽化に伴い、1997年（平成9年）3月24日に港区台場のフジテレビ本社ビルに移転していたが、新社屋が竣工したため、2004年（平成16年）9月6日に有楽町へ戻った。
- 警視庁丸の内警察署
- 有楽町ビル
- 新有楽町ビルヂング
- 第一生命日比谷ファースト
  - 第一生命保険本社
  - 農林中央金庫本店
  - 第一生命館内郵便局
- ザ・ペニンシュラ東京
- 有楽町電気ビル
- 東宝ツインタワービル
- 東京ミッドタウン日比谷
- 日生劇場
- 東宝映画演劇エリア
  - 東京宝塚ビル
    - 東京宝塚劇場
    - TOHOシネマズ日比谷

  - 東宝シアタークリエビル
    - シアタークリエ
    - レム日比谷

  - 東宝日比谷ビル
    - 東宝本社
    - 日比谷シャンテ
    - TOHOシネマズシャンテ
    - 合歓の広場
- 帝国ホテル東京
- 日比谷公園
- 皇居・皇居外苑
- 日比谷駅（日比谷線・千代田線・都営三田線）
- 霞が関官庁街 - JRの駅としては一番近い場所にある。
- 日比谷OKUROJI - 2020年（令和2年）9月10日に有楽町駅 - 新橋駅間の高架下にて開業[報道 12]
- 日比谷グルメゾン - 2020年（令和2年）7月9日に有楽町駅 - 新橋駅間の高架下にて開業[報道 13]

### 国際フォーラム口（北西側）
- ビックカメラ 有楽町店
- 東京国際フォーラム（都庁跡地西側）
  - 相田みつを美術館
- 帝劇ビル
  - 帝国劇場
  - 出光美術館
- 丸の内二重橋ビル
  - 東京會舘
  - 東京商工会議所
- 丸の内マイプラザ
  - 明治生命館
- 新国際ビルヂング

### 京橋口（北東側）
- 銀座一丁目駅（有楽町線）
- 東京交通会館
  - 東京交通会館内郵便局
- 銀座インズ
- メルサGinza-2
- 松屋銀座本店

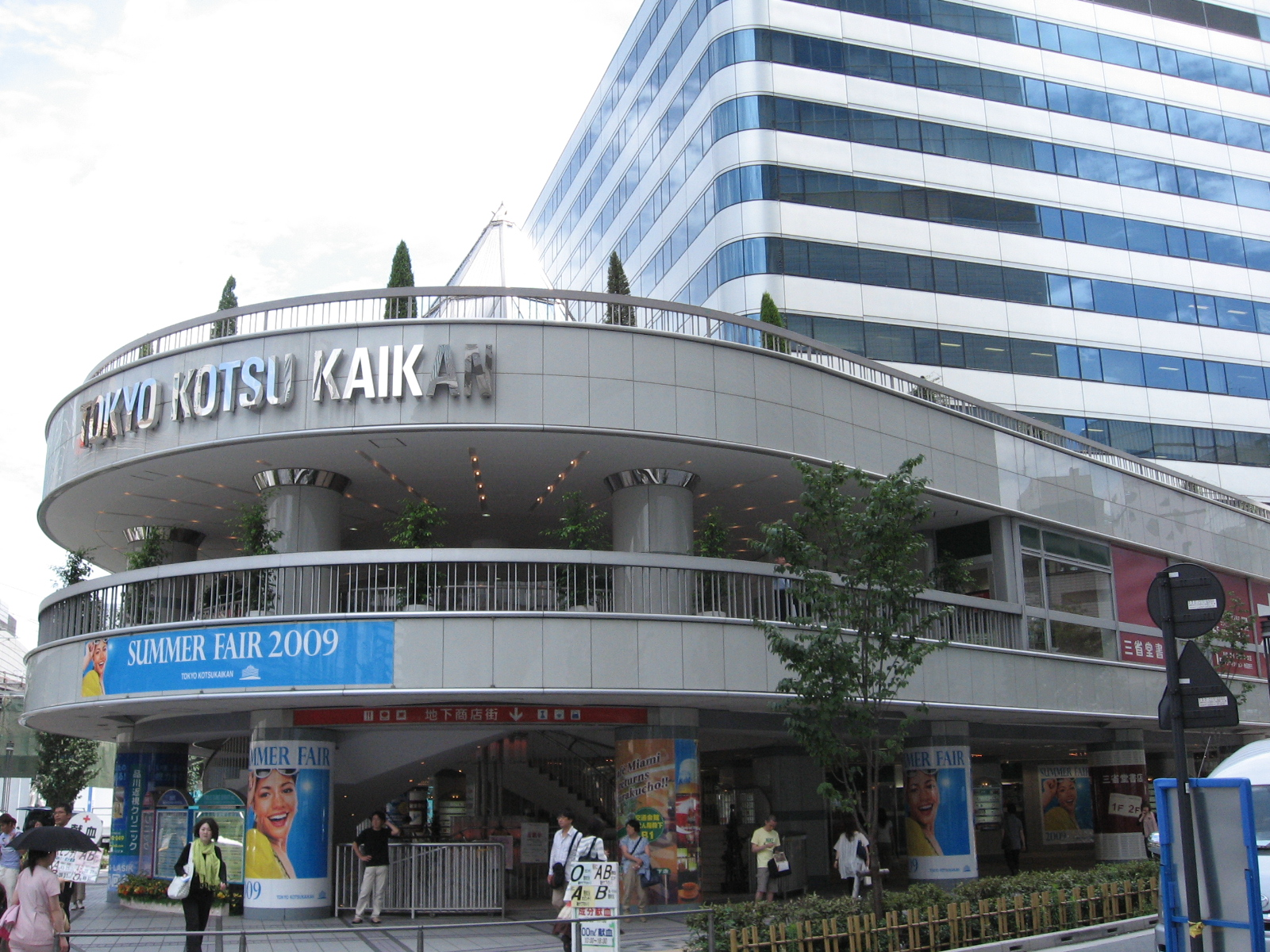
東京交通会館

- 東京スポーツスクエア（旧：TAKARAZUKA1000days劇場、都庁跡地東側）
- 豊田通商丸の内ビル（←トーメン丸の内ビル←東京都丸の内庁舎、都庁跡地東側）

### 銀座口（東南側）
銀座に近く、利用者が多い。
- 有楽町駅前広場

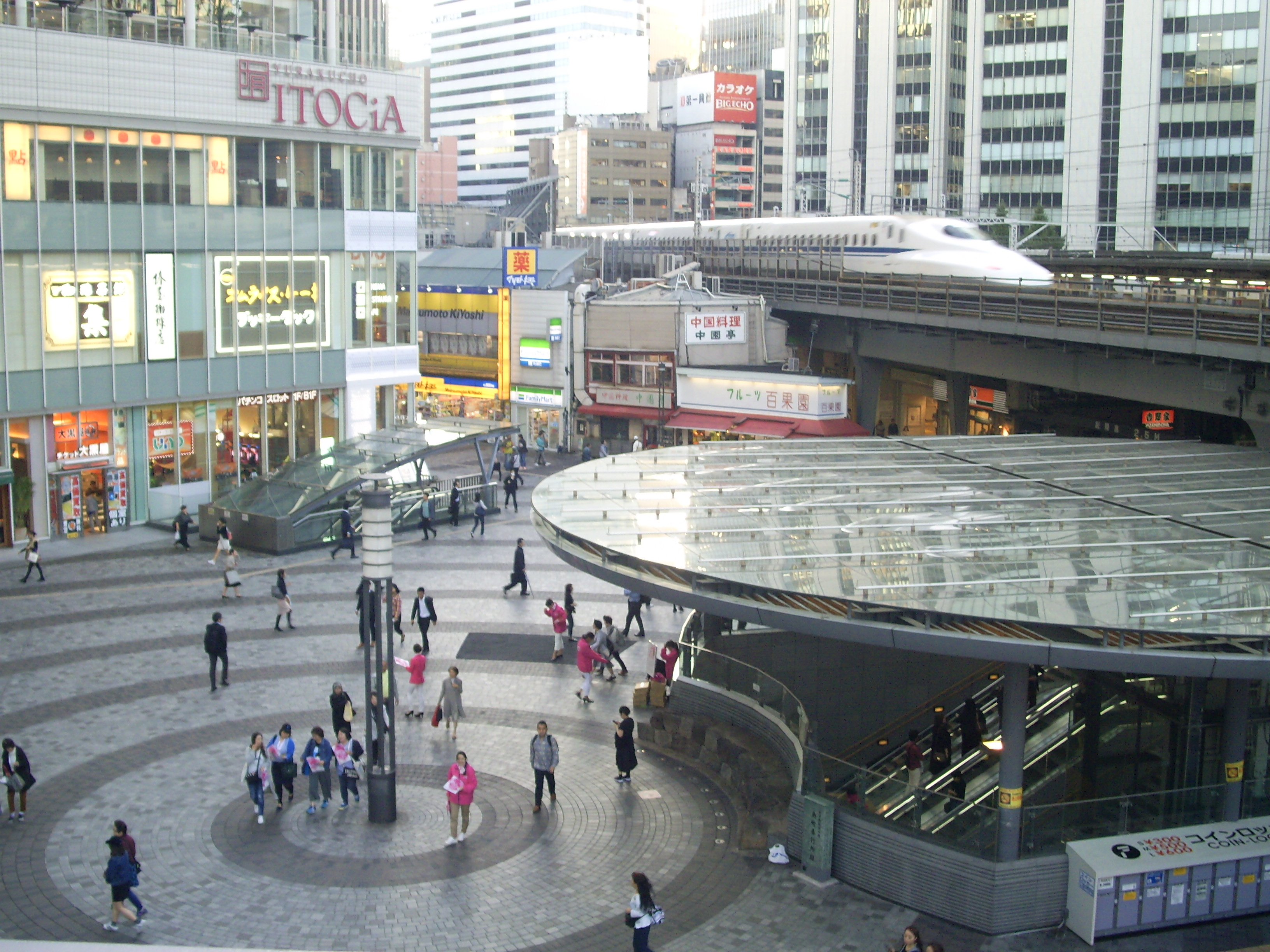
有楽町駅前広場（交通会館屋上デッキから撮影）

- 有楽町センタービル（有楽町マリオン、旧：日本劇場・朝日新聞東京本社）
  - ルミネ有楽町
  - 阪急MEN'S TOKYO
    - 丸の内ピカデリー1・2・3・ドルビーシネマ
    - プラネタリアTOKYO
    - 有楽町朝日ホール
    - ヒューリックホール東京
- ヒューリックスクエア東京
- 数寄屋橋交差点
- 銀座駅（銀座線・丸ノ内線・日比谷線）
- 西銀座デパート
- 三越 銀座店
- GINZA SIX

### 中央口

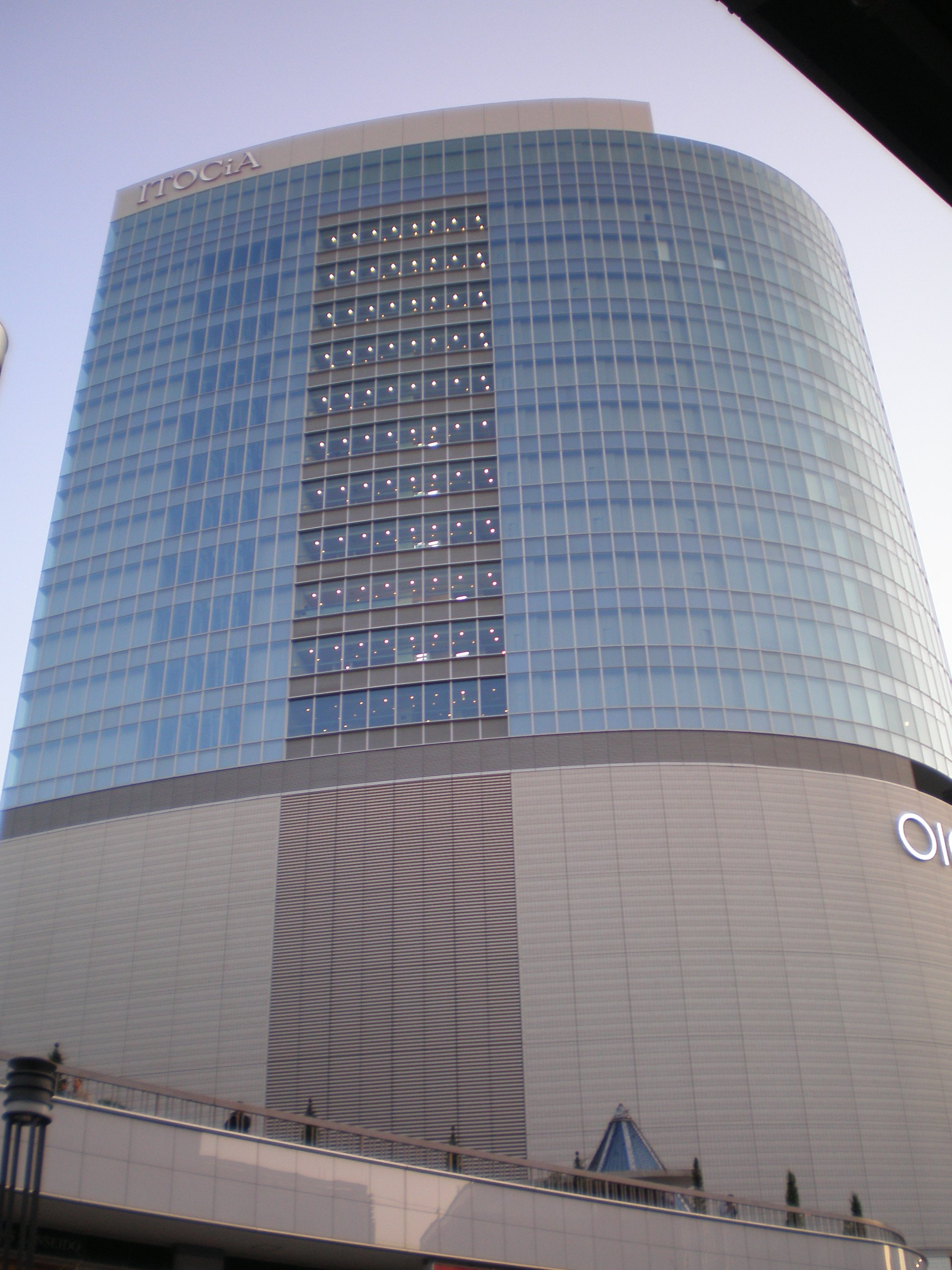
有楽町イトシア

- 吉野家 有楽町店 - 2007年（平成19年）11月3日放送分『出没!アド街ック天国』（テレビ東京）で「有楽町」が紹介され、同店が25位として、吉野家で全国売り上げ第1位の店舗として紹介された[20]。
- 有楽町イトシア - 地上21階・地下4階の再開発ビルの下層階に有楽町マルイが出店している。
- マロニエゲート銀座2（←プランタン銀座）
- 東映本社
  - 丸の内TOEI①・②

## バス路線

### 国際フォーラム口
| 運行事業者       | 停留所名   | 系統・行先 | 備考                                                                                   |
| ---------------- | ---------- | --- | -------------------------------------------------------------------------------------- |
| 都営バス         | 有楽町駅前 | - 都03：東京駅丸の内北口／四谷駅 - 都04：豊海水産埠頭／東京駅丸の内南口 - 都05-1：晴海埠頭／東京駅丸の内南口 - 都05-1出入：深川車庫前／東京駅丸の内南口 - 都05-2：東京ビッグサイト・有明一丁目・有明ガーデン／東京駅丸の内南口 - 深夜13：有明一丁目 | - 「都03」は平日のみ運行 - 「都05-1出入」は夜間のみ運行 - 「深夜13」は平日夜間のみ運行 |
| 日立自動車交通   | 有楽町駅前 | - TYO-01：晴海二丁目 - TYO-03・有楽14(YR-14)：晴海トリトンスクエア | 読売会館前に発着                                                                       |
| 日の丸自動車興業 | 新国際ビル | 丸の内シャトル：東京サンケイビル方面 |                                                                                        |

### 京橋口
有楽町駅京橋口
- はとバス
  - 定期観光バス

東京駅鍛冶橋駐車場

### 銀座口
| 運行事業者                        | 停留所名         | 系統（愛称）・行先 | 備考                                                                                           |
| 有楽町マリオン横                  | 有楽町マリオン横 | 有楽町マリオン横 | 有楽町マリオン横                                                                               |
| --------------------------------- | ---------------- | --- | ---------------------------------------------------------------------------------------------- |
| 東武バスセントラル                | 有楽町マリオン前 | 深夜急行：我孫子駅 | 運休中                                                                                         |
| 京成バス千葉イースト              | 有楽町駅         | 深夜急行：京成佐倉駅／成田空港（第2・第3旅客ターミナル） | 運休中                                                                                         |
| 晴海通り 有楽町マリオン前         |                  | |                                                                                                |
| 都営バス                          | 数寄屋橋         | - 都03：晴海五丁目ターミナル - 都04：豊海水産埠頭 - 都05-1：晴海埠頭 - 都05-1出入：深川車庫前 - 都05-2：東京ビッグサイト・有明一丁目・有明ガーデン - 深夜13：有明一丁目 | - 地下鉄銀座駅A0出入口付近に発着 - 「都05-1出入」は夜間のみ運行 - 「深夜13」は平日夜間のみ運行 |
| - 京成バス - 京成バス千葉ウエスト | 有楽町駅         | 深夜急行：日の出七丁目 | 運休中                                                                                         |
| 京成バス                          | 有楽町駅         | 深夜急行：稲毛駅 |                                                                                                |
| 京成バス千葉イースト              | 有楽町駅         | 深夜急行：成田空港 | 運休中                                                                                         |
| 京成バス千葉ウエスト              | 数寄屋橋         | 深夜急行：鎌ヶ谷大仏 | 運休中                                                                                         |
| 都営バス                          | 数寄屋橋         | 都03：四谷駅 | 地下鉄銀座駅C1出入口付近に発着                                                                 |
| 晴海通り天賞堂向い                |                  | |                                                                                                |
| 関東バス                          | 銀座             | 深夜中距離：吉祥寺駅、三鷹駅 | 運休中                                                                                         |

## その他
- 映画『交渉人 真下正義』に当駅が登場した。ロケ地は札幌市営地下鉄東豊線大通駅。

## 隣の駅
東日本旅客鉄道（JR東日本）
 京浜東北線
■快速
通過
■各駅停車
東京駅 (JK 26) - 有楽町駅 (JK 25) - 新橋駅 (JK 24)
  山手線
東京駅 (JY 01) - 有楽町駅 (JY 30) - 新橋駅 (JY 29)
東京地下鉄（東京メトロ）
 有楽町線
- □S-TRAIN停車駅（小手指行きは乗車のみ、豊洲行きは降車のみ）

■各駅停車
桜田門駅 (Y 17) - 有楽町駅 (Y 18) - 銀座一丁目駅 (Y 19)